# Pelarböckerna
Pelarböckerna är en bokserie inom Barnbiblioteket Saga (Libris 433929 och Libris 875649) med klassiker och faktaböcker för ungdom och historiska ungdomsromaner, utgiven av Svensk Läraretidnings Förlag. Böckerna har grå rygg med en pelare och sidorna är mönstrade med pelare.
| Författare                 | Titel                                                         | Originaltitel                                                    | Illustratör                                           | Utgivningsår | Nr  |
| -------------------------- | ------------------------------------------------------------- | ---------------------------------------------------------------- | ----------------------------------------------------- | ------------ | --- |
| Edith M. Almedingen        | Katja                                                         | Little Katia                                                     | Victor G. Ambrus                                      | 1968         | 532 |
| Hans Baumann               | Faraonernas värld                                             | Die Welt der Pharaonen                                           | färgbilder: Albert Burges; illustr: Hans Peter Renner | 1960         | 403 |
| Hans Baumann               | Guld och gudar i Peru                                         | Gold und Götter von Peru                                         | August Lüdecke och Hans Peter Renner                  | 1963         |     |
| Hans Baumann               | Jag följde Hannibal                                           | Ich zog mit Hannibal                                             | Ulrik Schramm                                         | 1962         | 428 |
| Hans Baumann               | Landet Ur                                                     | Im Lande Ur                                                      | Hans Peter Renner                                     | 1969         | 555 |
| Hans Baumann               | Lejonport och labyrint                                        | Löwentor und Labyrinth                                           | Hans Peter Renner                                     | 1967         | 522 |
| E. Chr. R. Bernhardsen     | Förloraren                                                    | Kampen på fjeldet                                                |                                                       | 1969         | 541 |
| Leonard Bernstein          | Att uppleva musik                                             | The joy of music                                                 | Artur Marokvia                                        | 1961         | 418 |
| Inger Brattström           | Före mörkläggningen                                           |                                                                  |                                                       | 1966         | 509 |
| Inger Brattström           | Behåll din bit!                                               |                                                                  |                                                       | 1967         | 527 |
| Inger Brattström           | Le lite grann                                                 |                                                                  |                                                       | 1968         | 552 |
| Joan Charnock              | Ryssland förr och nu                                          | Russia the land and the people                                   |                                                       | 1965         | 492 |
| Charles Chilton            | Boken om Västern                                              | The book of the West                                             | Eric Tansley                                          | 1966         | 455 |
| Claque (Anna Lisa Wärnlöf) | Pellas bok                                                    |                                                                  |                                                       | 1958         | 352 |
| Claque (Anna Lisa Wärnlöf) | Pellas andra bok                                              |                                                                  |                                                       | 1959         | 379 |
| Claque (Anna Lisa Wärnlöf) | Pella i praktiken                                             |                                                                  |                                                       | 1960         | 381 |
| Claque (Anna Lisa Wärnlöf) | Pojken en trappa upp                                          |                                                                  |                                                       | 1961         | 416 |
| Claque (Anna Lisa Wärnlöf) | Fredrikes barn                                                |                                                                  |                                                       | 1962         | 462 |
| Claque (Anna Lisa Wärnlöf) | Boken om Agnes                                                |                                                                  |                                                       | 1963         | 456 |
| Claque (Anna Lisa Wärnlöf) | Ingkvist                                                      |                                                                  |                                                       | 1964         | 473 |
| Claque (Anna Lisa Wärnlöf) | Lennerboms: den fjärde boken om Pella                         |                                                                  |                                                       | 1965         | 490 |
| Arthur C. Clarke           | Havet är vår framtid                                          | The challenge of the sea                                         |                                                       | 1962         | 423 |
| Alexandre Dumas d.ä.       | Drottning Margot                                              | La reine Margot                                                  |                                                       | 1959         | 359 |
| Robert Goldston            | Den svarta revolutionen                                       | The black revolution                                             |                                                       | 1969         | 556 |
| Arthur S. Gregor           | Charles Darwin                                                | Charles Darwin                                                   |                                                       | 1968         | 533 |
| Rosemary Harris            | Innan alla kom ombord                                         | The moon in the cloud                                            | Kerstin Abram-Nilsson                                 | 1970         | 566 |
| Robert A. Heinlein         | Vintergatans son                                              | Citizen of the galaxy                                            |                                                       | 1961         | 404 |
| Homeros                    | Odysseus irrfärder (återberättad av Evangelos Apostolopoulos) | Odysseia                                                         | Bengt Landin                                          | 1960         | 397 |
| Kristin Hunter             | Det kallas soul                                               | The Soul Brothers and Sister Lou                                 |                                                       | 1971         |     |
| Kurt Lütgen                | Styrman Jarvis bragd                                          | Kein Winter für Wölfe                                            | K. J. Blisch                                          | 1958         | 330 |
| Baronessan Orczy           | Mannen med lädermasken                                        | Leatherface                                                      | 1958                                                  | 350          |     |
| Viktor Rydberg             | Fribytaren på Östersjön                                       |                                                                  | Gösta Kriland                                         | 1960         | 382 |
| Katharine Savage           | Afrikas historia: söder om Sahara                             | The story of Africa south of Sahara                              |                                                       | 1962         | 434 |
| Katharine Savage           | Andra världskrigets historia : en skildring för ungdom        | The story of the second world war                                |                                                       | 1960         | 396 |
| Norman David Smith         | Churchill och hans England                                    | Churchill                                                        |                                                       | 1966         | 510 |
| Carolin Dale Snedeker      | Aristodemos, spartanen                                        | The Spartan or coward of Thermopylae                             |                                                       | 1959         | 377 |
| Jules Verne                | Hector Servadacs resor i rymden                               | Hector Servadac, voyages et aventures à travers le monde solaire | P. Philippoteaux                                      | 1959         | 362 |
| Ronald Welch               | Duellerna                                                     | Captain of dragons                                               |                                                       | 1960         | 395 |
| Ronald Welch               | Pionjärerna                                                   | Mohawk Valley                                                    |                                                       | 1961         | 399 |